# Коларов, Александар
Алекса́ндар Кола́ров (серб. Александар Коларов; род. 10 ноября 1985[…], Земун, Белград) — сербский футболист, игравший на позиции защитника. Выступал за сборную Сербии.
Футболист года в Сербии (2011 год). Главные достоинства Коларова — разносторонность, умение эффективно подключаться к атакам, а также отличный дальний удар. Участник двух чемпионатов мира (2010, 2018) и Олимпийских игр 2008 года.

## Клубная карьера
Первым клубом футболиста стал белградский «Чукарички». Он дебютировал в составе столичного клуба во втором сербском дивизионе, закрепив за собой позицию левого защитника. По итогам дебютного сезона Коларова «Чукарички» выиграл свой дивизион и поднялся в элиту. В первом дивизионе столичная команда сумела выиграть серебряные медали, а Александр попал в символическую сборную турнира. Вскоре после распада Сербии и Черногории Коларов перешёл в состав сербского ОФК, с которым сумел выиграть кубок Сербии. В 2007 году талантливым защитником, сумевшим забить 7 голов в 38 матчах, заинтересовался итальянский «Лацио».
Летом 2007 года Коларов перешёл в римский «Лацио». В составе «орлов» начал играть на позиции левого фуллбэка. Тренеры «Лацио» отмечали невероятную работоспособность сербского игрока, который способен на протяжении всего матча патрулировать левую бровку, заменяя собой и защитника, и полузащитника. В сезоне 2008/09 Коларов отыграл за «Лацио» 36 матчей Серии A, а также сумел завоевать Кубок и Суперкубок Италии. Летом 2010 года универсальный игрок стал лакомым кусочком для любого европейского гранда. На протяжении первых двух месяцев лета предложения о трансфере делали туринский «Ювентус», испанская «Малага» и «Манчестер Сити».
24 июня 2010 года «Манчестер Сити» официально объявил о покупке Коларова у «Лацио» за £ 15,9 млн. (€ 22,7 млн). Контракт рассчитан на 5 лет. В манчестерской команде серб был призван заменить Силвиньо, завершившего карьеру и Хавьера Гарридо, отбывшего на свою родину в Испанию. Александр дебютировал в матче против «Тоттенхэм Хотспур» (0:0), завершившегося ничейным счетом. В первом сезоне Коларов был постоянным игроком стартового состава, отметившись тремя голами и удостоившись похвалы Роберто Манчини. Однако в следующем сезоне он потерял место в основе «горожан», уступив его Сабалете. В чемпионском 2013 году «горожан» Александр провёл всего 29 игр, а два месяца и вовсе не выходил на поле, залечивая травму колена.
Летом 2013 слухи отправляли Александра в «Ювентус» и «ПСЖ», однако пришедший на тренерский мостик Мануэль Пеллегрини оставил серба в команде. В этом сезоне Александр Коларов также начинал большинство матчей со скамейки запасных, отметившись несколькими голами. В июне 2014 года продлил контракт с командой ещё на 3 года до 2018 года. По ходу сезона 2014/15 пропустил около месяца из-за надрыва мышц голени, в итоге провел за манчестерский клуб 21 матч в Премьер-лиге и отличился 2 голами. В следующем сезоне Коларов записал себе в актив 29 сыгранных поединков в чемпионате Англии и 3 забитых мяча. 16 мая 2017 года провёл свой последний матч за «Манчестер Сити» в английской Премьер-Лиге против «Вест Бромвича» (3:1).
22 июля 2017 года подписал контракт с итальянской «Ромой» сроком до 30 июня 2020 года, сумма трансфера € 5 млн. Переход серба в стан «джалоросси» было воспринято болельщиками «Лацио» как настоящее предательство, из-за непримиримой вражды с «Ромой». 20 августа первом матче Серии А против «Аталанты» Коларов отличился единственным голом со штрафного. В течение сезона 2017/18 Коларов являлся одним из ключевых игроков «джалоросси», успешно выполняя функции левого латералля и крайнего полузащитника. Во многом благодаря этому, «Рома» впервые за 34 года смогла дойти до полуфинала Лиги чемпионов (на турнире Коларов отличился единожды в гостевом матче против «Челси», который закончился со счётом 3:3). 29 сентября 2018 года Александар со штрафного забил гол в Римском дерби, став вторым в истории футболистом после Арне Сельмоссона, который отличился в дерби голами за «Лацио» и «Рому» соответственно (за «Лацио» Коларов забивал в ворота «Ромы» ещё в 2009 году). Само противостояние окончилось в пользу жёлто-красных со счётом 3:1.
8 сентября 2020 года подписал контракт с миланским «Интером». по схеме 1+1, сумма трансфера составила € 1,5 млн с учётом бонусов.
19 июня 2022 года, Александар объявил о завершении футбольной карьеры.

## Международная карьера
В период с 2007—2008 играл в составе молодёжной сборной Сербии, забив 2 гола в 6 матчах. В 2008 году поехал в составе Олимпийской команды сербов в Пекин.
Начиная с 2008 года является игроком основной сборной Сербии, с которой квалифицировался на чемпионат мира 2010. На групповом этапе турнира Коларов провёл два матча, помог обыграть сборную Германии со счетом 1:0. Но в итоге сборная Сербии не смогла выйти в плей-офф, заняв в группе четвёртое место.
Вместе с командой не смог квалифицироваться на чемпионат Европы 2012 года, чемпионат мира 2014 года и чемпионат Европы 2016 года.

## Личная жизнь
Отец — Живко Коларов, земледелец.

## Достижения

### Командные
«Лацио»
- Обладатель Кубка Италии: 2008/09
- Обладатель Суперкубка Италии: 2009

«Манчестер Сити»
- Обладатель Кубка Англии: 2010/11
- Чемпион Англии (2): 2011/12, 2013/14
- Обладатель Суперкубка Англии: 2012
- Обладатель Кубка английской лиги (2): 2013/14, 2015/16

«Интернационале»
- Чемпион Италии: 2020/21
- Обладатель Суперкубка Италии: 2021
- Обладатель Кубка Италии: 2021/22

### Личные
- Футболист года в Сербии: 2011
- Вошёл в «команду года» Серии А: 2018/19

## Статистика

### Клубная статистика
| Выступление      | Выступление      | Выступление      | Лига | Лига | Кубок страны | Кубок страны | Еврокубки | Еврокубки | Другие | Другие | Итого | Итого |
| Клуб             | Лига             | Сезон            | Игры | Голы | Игры         | Голы         | Игры      | Голы      | Игры   | Голы   | Игры  | Голы  |
| ---------------- | ---------------- | ---------------- | ---- | ---- | ------------ | ------------ | --------- | --------- | ------ | ------ | ----- | ----- |
| Лацио            | Серия А          | 2007/08          | 24   | 1    | 5            | 2            | 3         | 0         | 0      | 0      | 32    | 3     |
| Лацио            | Серия А          | 2008/09          | 25   | 2    | 6            | 1            | 0         | 0         | 0      | 0      | 31    | 3     |
| Лацио            | Серия А          | 2009/10          | 33   | 3    | 2            | 1            | 5         | 1         | 1      | 0      | 41    | 5     |
| Лацио            | Итого            | Итого            | 82   | 6    | 13           | 4            | 8         | 1         | 1      | 0      | 104   | 11    |
| Манчестер Сити   | Премьер-лига     | 2010/11          | 24   | 1    | 8            | 1            | 5         | 1         | 0      | 0      | 37    | 3     |
| Манчестер Сити   | Премьер-лига     | 2011/12          | 12   | 2    | 1            | 1            | 8         | 1         | 6      | 0      | 27    | 4     |
| Манчестер Сити   | Премьер-лига     | 2012/13          | 20   | 1    | 3            | 1            | 5         | 1         | 2      | 1      | 30    | 4     |
| Манчестер Сити   | Премьер-лига     | 2013/14          | 30   | 1    | 2            | 1            | 7         | 1         | 5      | 1      | 44    | 4     |
| Манчестер Сити   | Премьер-лига     | 2014/15          | 21   | 2    | 2            | 0            | 4         | 0         | 3      | 0      | 30    | 2     |
| Манчестер Сити   | Премьер-лига     | 2015/16          | 29   | 3    | 2            | 0            | 6         | 0         | 2      | 0      | 39    | 3     |
| Манчестер Сити   | Премьер-лига     | 2016/17          | 29   | 1    | 2            | 0            | 8         | 0         | 1      | 0      | 40    | 1     |
| Манчестер Сити   | Итого            | Итого            | 165  | 11   | 20           | 4            | 43        | 4         | 19     | 2      | 247   | 21    |
| Рома             | Серия А          | 2017/18          | 35   | 2    | 0            | 0            | 12        | 1         | 0      | 0      | 47    | 3     |
| Рома             | Серия А          | 2018/19          | 33   | 8    | 2            | 1            | 8         | 0         | 0      | 0      | 43    | 9     |
| Рома             | Серия А          | 2019/20          | 32   | 7    | 2            | 0            | 8         | 0         | 0      | 0      | 42    | 7     |
| Рома             | Итого            | Итого            | 100  | 17   | 4            | 1            | 28        | 1         | 0      | 0      | 132   | 19    |
| Интернационале   | Серия А          | 2020/21          | 7    | 0    | 3            | 0            | 1         | 0         | 0      | 0      | 11    | 0     |
| Интернационале   | Итого            | Итого            | 10   | 0    | 3            | 0            | 2         | 0         | 0      | 0      | 15    | 0     |
| Всего за карьеру | Всего за карьеру | Всего за карьеру | 347  | 34   | 37           | 9            | 79        | 6         | 20     | 2      | 483   | 51    |

Данные на 18 декабря 2021 года